# Сесил Тауншип (округ Вашингтон, Пенсільванія)
Сесил Тауншип (англ. Cecil Township) — селище (англ. township) в США, в окрузі Вашингтон штату Пенсільванія. Населення — 14 609 осіб (2020).

## Демографія
Згідно з переписом 2010 року, у селищі мешкала 11 271 особа в 4525 домогосподарствах у складі 3279 родин. Було 4858 помешкань
Расовий склад населення:
| - 96,2 % — білих - 1,7 % — чорних або афроамериканців - 0,7 % — азіатів - 0,1 % — корінних американців |

До двох чи більше рас належало 0,9 %. Частка іспаномовних становила 0,7 % від усіх жителів.
За віковим діапазоном населення розподілялося таким чином: 22,3 % — особи молодші 18 років, 62,8 % — особи у віці 18—64 років, 14,9 % — особи у віці 65 років та старші. Медіана віку мешканця становила 42,9 року. На 100 осіб жіночої статі у селищі припадало 96,2 чоловіків;  на 100 жінок у віці від 18 років та старших — 95,7 чоловіків також старших 18 років.
Середній дохід на одне домашнє господарство  становив 91 539 доларів США (медіана — 75 957), а середній дохід на одну сім'ю — 103 066 доларів (медіана — 90 234). Медіана доходів становила 60 598 доларів для чоловіків та 42 384 долари для жінок. За межею бідності перебувало 3,0 % осіб, у тому числі 1,2 % дітей у віці до 18 років та 3,1 % осіб у віці 65 років та старших.
Цивільне працевлаштоване населення становило 6403 особи. Основні галузі зайнятості: освіта, охорона здоров'я та соціальна допомога — 18,6 %, роздрібна торгівля — 13,4 %, науковці, спеціалісти, менеджери — 12,5 %.